# Kyrkoval
Ett kyrkoval avser ett demokratiskt val som hålls i ett kristet samfund för att rösta fram lekmannaföreträdare, i vissa samfund också kallade kyrkopolitiker. Som sådana val räknas bland annat kyrkoval i Svenska kyrkan, kyrkoval i Norska kyrkan, kyrkoval i Danska folkkyrkan och kyrkoval i Evangelisk-lutherska kyrkan i Finland.